# أرت لي
أرت لي هو محامي وسياسي كندي، ولد في 30 سبتمبر 1947 في كندا. حزبياً، نشط في الحزب الليبرالي الكندي. وقد انتخب عضو مجلس العموم الكندي.